# Vazební věznice Litoměřice
Vazební věznice Litoměřice byla postavena v letech 1907 – 1908 jako krajský ústav pro výkon vazby a tomuto účelu slouží bez přerušení dodnes. V současné době je určena pro výkon vyšetřovací vazby obviněných mužů a žen včetně mladistvých pro okresní soudy zejména v severočeském regionu. Zároveň zabezpečuje příjem odsouzených do výkonu trestu. Součástí vazební věznice je vedle přijímacího oddělení rovněž samostatné oddělení výkonu trestu pro odsouzené muže zařazené do typu věznice s dozorem.
Celková ubytovací kapacita je 358 míst. Z tohoto počtu je vyčleněno pro výkon vyšetřovací vazby obviněných 244 míst a pro výkon trestu odnětí svobody odsouzených 89 míst. Vězni jsou ubytováni na společných světnicích s průměrnou kapacitou 3 lůžek, největší z nich mají 5 lůžek. Jednolůžkových světnic je 5, dvoulůžkových pak 95. O umístěné vězněné osoby se stará celkem 224 zaměstnanců: 163 příslušníků a 61 občanských pracovníků. Vazební věznice také zabezpečuje činnost justiční stráže u okresního soudu a státního zastupitelství se sídlem v Litoměřicích.
Odsouzení jsou zaměstnáni ve vnitřním provozu vazební věznice. Pracují ve vězeňské kuchyni i v kuchyni pro zaměstnance, dílně, autodílně, vykonávají různé práce včetně úklidových a pomocných. Pro jednotlivé skupiny vězněných osob se uplatňují v rámci vnitřní diferenciace alternativní programy, rozdělené pro muže, ženy, obviněné, odsouzené, mladistvé, mladé vězně do 26 let apod. V rámci vzdělávacích aktivit mohou navštěvovat kurz sebeobslužných aktivit a kurz zvládání konfliktních situací. Probíhá též program přípravy odsouzených na propuštění. Speciálně výchovné postupy zahrnují sociálně-právní poradenství, relaxační cvičení, pracovní terapii, arteterapii a odbornou psychologickou a psychoterapeutickou péči. Nabídka zájmových aktivit obsahuje například akvaristický, čtenářský, hudební a výtvarný kroužek, zájemci o sport se mohou věnovat míčovým hrám, stolnímu tenisu, šachům, navštěvovat místnosti ke kondičnímu cvičení a hrát florbal. Potřeba jejich seberealizace se tak uspokojuje sociálně přijatelnou formou, a nikoliv rozvojem antisociálních představ, programů a plánu. Podobné možnosti mají i obvinění.